# تیم ملی فوتبال زیر ۲۳ سال عربستان سعودی
تیم ملی فوتبال زیر ۲۳ سال عربستان سعودی (به انگلیسی: Saudi Arabia national under-23 football team) تیم فوتبال جوانان کشور عربستان سعودی است و زیر نظر فدراسیون فوتبال عربستان سعودی فعالیت می‌کند. این تیم نمایندهٔ عربستان سعودی در بازی‌های المپیک و بازی‌های آسیایی است.